# Johan August Brinell
Johan August Brinell (19. června 1849 – 17. listopadu 1925 Stockholm) byl významný švédský metalurg.
Narodil se ve městě Bringetofta. Svou kariéru zahájil jako inženýr v železárnách Lesjöfors a v roce 1882 se stal hlavním inženýrem v železárnách Fagersta. Od roku 1903 až do roku 1914 působil jako hlavní inženýr švédské asociace železářů Jernkontoret.
Brinell byl zvolen členem Královské švédské akademie věd v roce 1902 a Královské švédské akademie technických věd v roce 1919. V roce 1907 mu byla udělena prestižní Bessemerova zlatá medaile anglického Institutu železa a oceli.
Zemřel na zápal plic v roce 1925 ve Stockholmu.
Jeho nejvýznamnější působení bylo v oblasti zkoušení mechanických vlastností materiálů (je po něm pojmenována zkouška tvrdosti podle Brinella) a v oblasti zkoumání příčin a mechanismů porušování (fraktografie).